# Inmigración ecuatoriana en Canadá
La inmigración ecuatoriana en Canadá se refiere al fenómeno migratorio proveniente del país sudamericano de Ecuador o sus descendientes que residen actualmente en Canadá.  Se han establecido principalmente en el área de Montreal y Toronto.
El flujo migratorio empezó en los años 1970s a partir de sucesivos cambios en la ley de inmigración de Canadá.
La mayoría de inmigrantes llegan usando el Skilled Work Program (Express Entry). Su perfil es de adultos de clase media de elevado nivel escolar y profesional.
Según mediciones realizadas por el Centro de Estadísticas de Canadá se estiman alrededor de 18000 ecuatorianos, a pesar de que en sus estadísticas no se desagrega a los migrantes por país de origen, solo los agrupan como latinomericanos. Además no se cuentan a los descendientes de estos como hijos y nietos, que son registrados posteriormente como canadienses.
Canadá continua con una política pro inmigración y anunció que ofrecerá la ciudadanía a más de un millón de inmigrantes de diferentes países hasta 2022